# Jarilo (Gott)

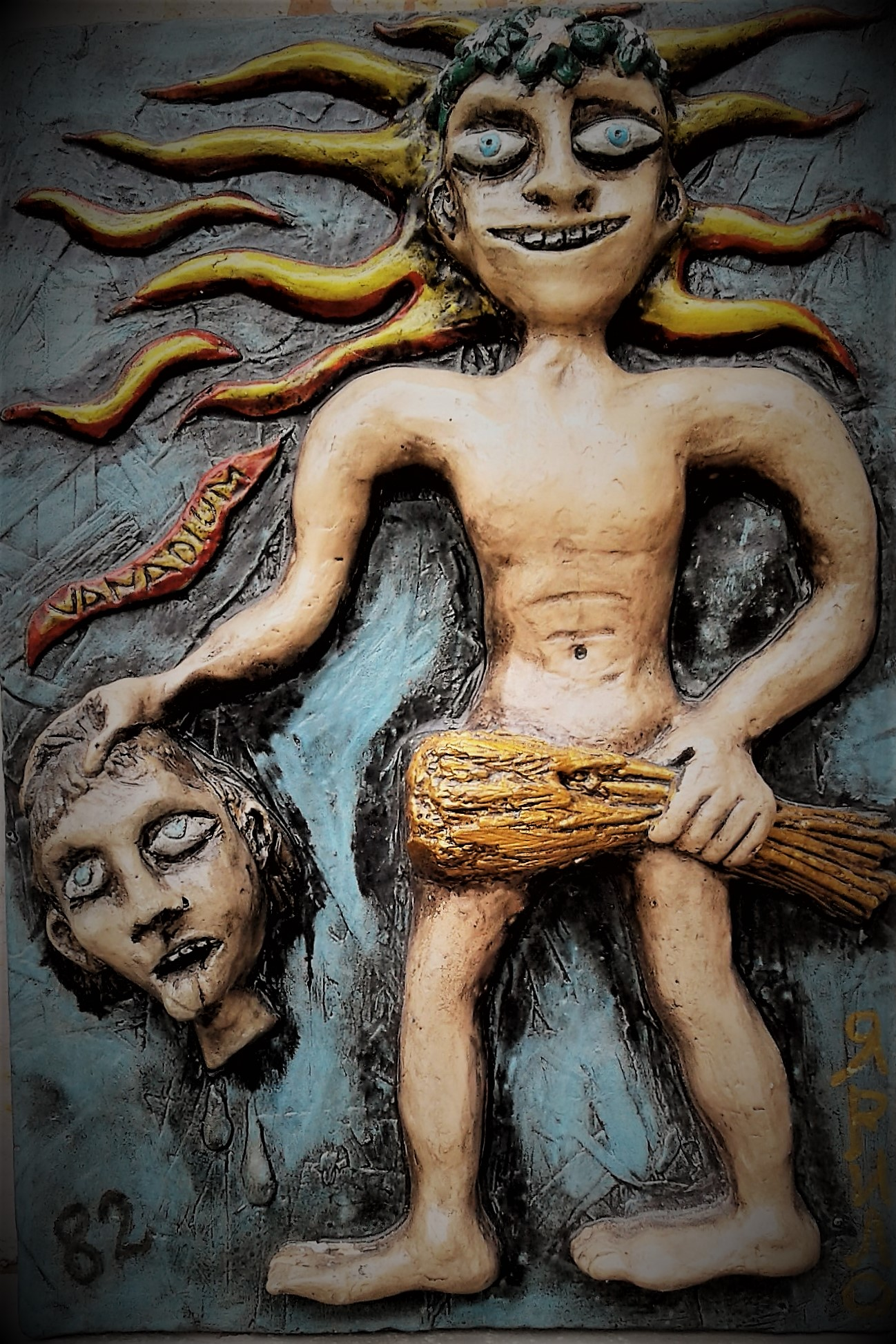
Darstellung des Jarilo

Jarilo (russ: Ярила) oder Jarovit, auch Yarilo ist in der slawischen Mythologie Sohn des Donnergottes Perun und seiner Gattin, der Göttin Mokosch und der Sonnengott im Russischen Sprachraum.
Seine Tiergestalt ist ein Pferd und er wird mit der Farbe grün (Vegetation) assoziiert.
Er kommt im Jahreszyklus aus der Ferne, feurigen und nassen Ganges, um sich mit seiner Schwester Mara/Morana in heiliger Ehe zu vereinen und dadurch die Fruchtbarkeit im Frühling zu entfesseln. Seine christliche Interpretation sind der Heilige Georg und Johannes, derer Festtage auf die jedes Jahr wiederkehrenden Vegetations- und Reifezyklen kalendarisch passend fallen.